# Kodak Tower
Kodak Tower – wieżowiec w Rochester, wybudowany w 1914 roku. Główna siedziba Eastman Kodak. Oryginalnie budynek posiadał 16 kondygnacji i płaski dach. W 1930 roku przeszedł przebudowę, dobudowano 3 kolejne kondygnacje i zmieniono wykończenie dachu.